# Lijst van voetbalinterlands Bangladesh - Syrië
Deze lijst van voetbalinterlands is een overzicht van alle voetbalinterlands tussen de nationale teams van Bangladesh en Syrië. De landen hebben tot op heden drie keer tegen elkaar gespeeld. De eerste ontmoeting, een groepswedstrijd tijdens de Azië Cup 1980, was op 20 september 1980 in Koeweit. Het laatste duel, een vriendschappelijke wedstrijd, was op 18 augustus 2007 in New Delhi (India).

## Wedstrijden
| № | Plaats    | Datum             | Competitie                 | Wedstrijd          | Uitslag |
| - | --------- | ----------------- | -------------------------- | ------------------ | ------- |
| 1 | Koeweit   | 20 september 1980 | Azië Cup 1980              | Syrië − Bangladesh | 1 − 0   |
| 2 | Jakarta   | 11 augustus 1984  | Azië Cup 1984 kwalificatie | Syrië − Bangladesh | 2 − 1   |
| 3 | New Delhi | 18 augustus 2007  | Vriendschappelijk          | Bangladesh − Syrië | 0 − 2   |

## Samenvatting
| Competitie            | Totaal gespeeld | Winst Bangladesh | Gelijk | Winst Syrië | Doelsaldo Bangladesh – Syrië |
| --------------------- | --------------- | ---------------- | ------ | ----------- | ---------------------------- |
| Azië Cup              | 1               | 0                | 0      | 1           | 0 − 1                        |
| Azië Cup-kwalificatie | 1               | 0                | 0      | 1           | 1 − 2                        |
| Vriendschappelijk     | 1               | 0                | 0      | 1           | 0 − 2                        |
| Totaal                | 3               | 0                | 0      | 3           | 1 − 5                        |

Wedstrijden bepaald door strafschoppen worden, in lijn met de FIFA, als een gelijkspel gerekend.
BFF · Bengaals vrouwenelftal
Afghanistan ·
Algerije ·
Australië ·
Bahrein ·
Bhutan ·
Bosnië en Herzegovina ·
Burundi ·
Cambodja ·
China ·
Filipijnen ·
Guam ·
Hongkong ·
India ·
Indonesië ·
Iran ·
Japan ·
Jemen ·
Joegoslavië ·
Jordanië ·
Kirgizië ·
Koeweit ·
Laos ·
Libanon ·
Macau ·
Malawi ·
Malediven ·
Maleisië ·
Mongolië ·
Myanmar ·
Nepal ·
Noord-Korea ·
Oezbekistan ·
Oman ·
Pakistan ·
Palestina ·
Qatar ·
Saoedi-Arabië ·
Seychellen ·
Singapore ·
Soedan ·
Sri Lanka ·
Syrië ·
Tadzjikistan ·
Taiwan ·
Thailand ·
Turkmenistan ·
Verenigde Arabische Emiraten ·
Vietnam ·
Zuid-Korea ·
Zuid-Vietnam
SFA · A-internationals · Syrisch vrouwenelftal
1940 - 1949 · 
1950 - 1959 · 
1960 - 1969 · 
1970 - 1979 · 
1980 - 1989 · 
1990 - 1999 · 
2000 – 2009 · 
2010 – 2019 ·
2020 − 2029
Afghanistan ·
Algerije ·
Australië ·
Bahrein ·
Bangladesh ·
Cambodja ·
China ·
Cyprus ·
Egypte ·
Filipijnen ·
Griekenland ·
Guam ·
Haïti ·
Hongkong ·
India ·
Indonesië ·
Irak ·
Iran ·
Japan ·
Jemen ·
Jordanië ·
Kazachstan ·
Kirgizië ·
Koeweit ·
Laos ·
Libanon ·
Libië ·
Malediven ·
Maleisië ·
Marokko ·
Mauritanië ·
Mauritius ·
Myanmar ·
Nepal ·
Noord-Korea ·
Oezbekistan ·
Oman ·
Pakistan ·
Palestina ·
Qatar ·
Rusland ·
San Marino ·
Saoedi-Arabië ·
Singapore ·
Soedan ·
Sovjet-Unie ·
Sri Lanka ·
Tadzjikistan ·
Taiwan ·
Thailand ·
Tunesië ·
Turkije ·
Turkmenistan ·
Venezuela ·
Verenigde Arabische Emiraten ·
Vietnam ·
Wit-Rusland ·
Zuid-Jemen ·
Zuid-Korea ·
Zweden